# Craig Fertig
Craig Fertig (Bell, Kalifornia, 1942. május 7. – Newport Beach, Kalifornia, 2008. október 4.) amerikai amerikaifutball-játékos és -edző, 1976 és 1979 között az Oregon State Beavers vezetőedzője.

## Játékosként
1961 és 1964 között a USC Trojans quarterbackje volt. 1964-ben nyolc passzrekordot állított fel.

## Edzőként
Az 1956-os NFL-draft huszadik körében a Pittsburgh Steelers kiválasztotta, de nem szerződött velük, hanem 1965 és 1973 között, valamint 1975-ben a USC Trojans edzőhelyettese volt (az 1974-es évet a Portland Storm munkatársaként töltötte, de a WFL-t egy év múlva felszámolták).
1975 decemberében évi huszonhatezer dollárért az Oregon State Beavers amerikaifutball-vezetőedzőjévé nevezték ki. 1979 októberében kirúgták, de a szezon végéig a csapatnál maradt. Távozását követően a Trojans atlétikai igazgatóhelyettese, műsorvezető, majd 2003–2004-ben az Estancia középiskola edzője volt.

## Családja és halála
Huntington Parkban nőtt fel, a helyi középiskolába járt. Édesapja rendőrfőnök, unokaöccse, Todd Marinovich szintén amerikaifutball-játékos.
2008. október 4-én, 66 évesen hunyt el veseelégtelenségben a Hoag kórházban. A Trojans aznap esti mérkőzésén egy perces csenddel emlékeztek rá.

## Eredményei vezetőedzőként
| Év                                                           | Eredmény                                                     | Eredmény                                                     | Helyezés                                                     |
| Év                                                           | Összesített                                                  | Konferencia                                                  | Helyezés                                                     |
| Oregon Agricultural Aggies (Pacific-8/Pacific-10 Conference) | Oregon Agricultural Aggies (Pacific-8/Pacific-10 Conference) | Oregon Agricultural Aggies (Pacific-8/Pacific-10 Conference) | Oregon Agricultural Aggies (Pacific-8/Pacific-10 Conference) |
| ------------------------------------------------------------ | ------------------------------------------------------------ | ------------------------------------------------------------ | ------------------------------------------------------------ |
| 1976                                                         | 2–10                                                         | 1–6                                                          | T-7.                                                         |
| 1977                                                         | 3–8                                                          | 1–7                                                          | T-7.                                                         |
| 1978                                                         | 3–7–1                                                        | 2–6                                                          | 9.                                                           |
| 1979                                                         | 2–9                                                          | 1–7                                                          | 10.                                                          |
| Eredmény:                                                    | 10–34–1                                                      | 5–26                                                         | –                                                            |

## Fordítás
- Ez a szócikk részben vagy egészben  a   Craig Fertig című angol Wikipédia-szócikk ezen változatának fordításán alapul.  Az eredeti cikk szerkesztőit annak laptörténete sorolja fel. Ez a jelzés csupán a megfogalmazás eredetét és a szerzői jogokat jelzi, nem szolgál a cikkben szereplő információk forrásmegjelöléseként.